# The Baboon
The Baboon (il titolo inglese è quello della distribuzione USA) è un cortometraggio muto del 1907. Il nome del regista non viene riportato nei credit, né si conosce il titolo originale francese della pellicola.

## Produzione
Il film fu prodotto dalla Pathé Frères.

## Distribuzione
Distribuito dalla Pathé Frères, il film - un cortometraggio di 120 metri - uscì nelle sale francesi nel 1907. La Pathé lo distribuì anche negli Stati Uniti, dove venne importato e presentato il 23 novembre 1907 con il titolo inglese The Baboon